# 伊氏副獅子魚
伊氏副獅子魚，為輻鰭魚綱鮋形目杜父魚亞目獅子魚科的其中一種，分布於西南太平洋的塔斯曼海海域，棲息深度1030-1075公尺，體長可達18.3公分，為深海底棲性魚類，屬肉食性，生活習性不明。

## 擴展閱讀
維基物種上的相關：伊氏副獅子魚